# 蔵土縁紗夢
蔵土縁 紗夢（クラドベリ ジャム）は、2D対戦格闘ゲーム「GUILTY GEARシリーズ」に登場する架空の人物。

## 設定
- 拳法の達人でもある料理人。語尾は「アル」「ネ」「ヨロシ」。日本語が片言である。烏龍茶の缶を髪留めに使用している。衣装はチャイナドレスを予定していたが、動作の表現が大変だったためミニスカート状のデザインが採用されている。なお、戦闘デモではチャイナドレスの姿を見せている。そのためにスカート内がほぼ見えている（勝利ポーズでさえ見えることもある）。『XrdR』では髪型およびコスチュームがリデザインされて復活。また日にちや曜日によって下着のプリントが変わるという仕様が搭載されている。
- 金にがめつい他、勝ち気で自己中心的な行動が目立つ一方、内心は努力家で物事の風刺を鋭く観察するリアリズムの二面性を持つ。
- 故郷・中国では「妃悠磨」と「華堅」という2つの料理店が双璧をなし、料理人ならば誰もが憧れる名門として有名である。しかし、紗夢からすれば二店が対立を深めている現状や、相手に負けぬようにと掲げている謳い文句などを軽蔑している。とどの詰まり、紗夢が料理人として目指すところは、「美味い料理を提供し客を満足させる」ことのみであり、そのポリシーを証明すべく自分の店を持つための資金調達が目的でディズィーを狙い、狂言により賞金を手に入れ、見事自分の店を持つことに成功した。しかし店は放火事件で全焼[注 1]し、借金を抱える羽目になるという立て続けの不幸が起きている。
- ヴィジュアル系男子（イケメン）が大好きで、旅の途中で目に適った男子を自営飯店の従業員にしようと目論んでいる。初登場である『GGX』からカイに惹かれ目をつけており、執拗に彼を追い回したことがある[注 2]。
- 自分の容姿に対して拘りを持っていると思われる節がある。『Xrd』でのファウスト戦においては、本人からの一撃必殺技によるK.O.負け判定の全演出でファウストに不平不満を述べている。

名前の由来
ロックバンドのクラウドベリー・ジャムから。

## ストーリー
GUILTY GEAR X
店を構えるための資金を必要としていたところ、都合よく賞金首の情報を嗅ぎつける。
GUILTY GEAR XX
狂言で獲得した賞金で念願の店を構え仕事に勤しんでいるが、気の使い手ということで終戦管理局から狙われる羽目になる。
GUILTY GEAR XX Λ CORE PLUS
燃えてしまった店の再建に借金を抱えてしまい、借金返済のために客集めの旅に出る。行く先々で断られるが勝負を持ちかけ、力づくで客引きを行う。途中、日本料理を習おうと梅喧に教えを求めたり、ロボットなら給料が不要との理由でロボカイを店員にスカウトしようした。
GUILTY GEAR Xrd REV2
三度店を喪失してしまい、さらにかねてから目当てであったカイはディズィーを内縁の妻として迎え入れてしまったことで失恋する等、相次ぐトラブルでフラストレーションが高まってしまっていた。そんな中、偶然にも「あの男」一派より脱走してきたジャック＝オーと出会う。

## ゲーム中の性能
特徴
本作では数少ない、素手で戦うキャラクター。
ゲーム中では、判定の強い通常技と強化した必殺技を用いた連続技が強力。「朝凪の呼吸」で特定の必殺技を強化することができる。
防御力自体は普通レベルだが、カウンター技に豊富な無敵必殺技など相手の攻撃を捌く能力が比較的高く、防御面においても優秀である。
弱点はリーチが短いこと。
EXモードでは、龍刃・逆鱗・劒楼閣が削除、爆蹴からの派生技が単発技あるいは通常技になるなど、大幅に変更されている（ただし逆鱗は、ジャンプDに変更されている）。
GOLDモードでは、朝凪の呼吸をせずとも龍刃・逆鱗・劒楼閣が常に強化された状態となる (NORMAL)。EXタイプでは、方向キーを入れるだけで自動的に祓斧が出せる。
専用システム：必殺技連係（正式名称不明）
GGX - SLASH, XrdR
龍刃・逆鱗・劒楼閣の3つの必殺技は合計3回まで連続して出すことができる。例えば龍刃→劒楼閣→逆鱗など。
しかし同じ技を連続して出すことはできない。龍刃→龍刃などは不可。
また爆蹴→足払いからも出せるが、この時は足払いが初段としてカウントされるので連係は2回までとなっている。
ΛC
上記の連係は廃止され、強化版必殺技は通常版必殺技・フォースブレイク版百歩沁鐘・爆蹴→足払いからの派生専用技となった。例えば龍刃→強化版龍刃など。

## 技の解説

### 必殺技
朝凪の呼吸 [GGX - ]
特殊な呼吸法で龍刃・逆鱗・劒楼閣のいずれか1つを強化する技。
強化された必殺技は威力上昇・ダウン復帰不能・無敵時間増加の効果を得られる。
龍刃 [GGX - ]（空中可）
斜め方向に飛びつつ龍の気を纏った蹴りを決める技。
主に連続技に使用。
実は強化状態の龍刃同士が衝突するとゲームがフリーズしてしまうバグが存在した。
逆鱗 [GGX - ]（空中可）
小さく飛びつつ炎を纏った蹴りを決めるしゃがみガード不能技。
主に空中連続技の締めに使用される。
劒楼閣 [GGX - ]（空中可）
逆立ちの状態から回転上昇しつつ両足で蹴りを決める無敵技。
爆蹴 [GGX - ] [⇒各種派生技orFB版百歩沁鐘]
姿勢を低くして一定距離を疾走する技。以下4つの技に派生可能。
回り込み [GGX - ]
移動するだけの技。相手をすり抜ける効果を持つ。
足払い [GGX - ]
下段を狙った蹴りを放つ。龍刃・逆鱗・劒楼閣のいずれかに派生できる。
百歩沁鐘 [GGX - ]
その場で止まって気を込めた拳を放つ。判定が強いので牽制に使われる。
千里沁鐘 [GGX - ] (FRC)
長距離を前進した後、気を込めた拳を放つ。一定距離以近なら相手の裏に回り、折り返した後に放つ。
鷹嬰脚 [GGX - ]（空中専用）
両足で相手を連続で踏みつける必殺技。しゃがみガード不能なのでガード崩しに使用。
祓斧 [GGX - ]
立ちガード可能な技を受け止めるカウンター技。成立時は通常技や必殺技でキャンセルできる。
『GGX』時は専用モーションが用意されていたが、『XX』以降成立時のみモーションが出るように変更された。
『ΛC』から成功後、15フレーム間（0.25秒）は祓斧の入力を受け付けないようになる。
跳迅 [SLASH - ] (FRC)
前方向にジャンプする技。技途中に紗夢の向きが逆になる。
拾歩閃拳 [EX]
無数の拳を叩き込む投げ扱いの必殺技。
万里閃拳 [EX]
ビームのような気を放つ飛び道具。

### フォースブレイク
朝凪の呼吸・極 [ΛC]
一度に2つの必殺技を強化できる朝凪の呼吸。硬直は必殺技のものより少し長い。
百歩沁鐘 [ΛC]
モーションは必殺技の時と同じ。隙が少ない・長い無敵時間・ヒット後追撃可能と高性能な技。

### 覚醒必殺技
兆脚鳳凰昇 [GGX - ]
突進から無数の打撃を叩き込み、最後は鳳凰のオーラを纏いながら上昇する技。
無敵時間を利用した切り返しや反撃などに使用。
戀崩嬢 [GGX - ]
巨大な気の玉を自分の周りに発生させる。
ガードされても隙が無いため、相手の体力を削る目的で使用される。
激・砕神掌 [GGXX - ]
強烈な掌低で相手を打ち上げる技。無敵時間を利用した切り返しのほか、1段目に基底ダメージ補正200%（『＃RELOAD』以降150%）が設定されており、ロマキャンからの連続技を決めるとその後の連続技のダメージが2倍もしくは1.5倍になる。
激・鳳凰昇 [EX]
相手の前後を高速移動しながら打撃を叩き込み、最後に掌低で打ち上げる技。
激・戀崩嬢 [EX]
ノーマル版戀崩嬢と見た目は同じだが単発技になり、ヒット時は相手が画面端まで吹き飛び、壁バウンドを誘発する。
激・鷹嬰脚 [EX]
鷹嬰脚の覚醒必殺技版。
闘砕珀裂拳 [ΛC]
100発の打撃を叩き込む技。テンションゲージ100%使用。

### 一撃必殺技
我羨惚 [GGX - ]
突進がヒットすると「天上天下唯我独尊」の掛け声と共に打撃を叩き込み、最後に夕焼けをバックに飛び蹴りでシメる一撃必殺技。なお、天上天下唯我独尊の一文字ごとに計7枚のイラストが入る（8文字目でトドメ）。一撃必殺準備、技自身の発生も早いので比較的決めやすい。
『GGXrdR』ではイラスト6枚目以降の演出が変更され、再び店を失っていることが判明する。

## テーマミュージック
- Babel Nose（GGX - ）

## ステージ
- CHINA（GGX - ）
  - ΛCはISUKAと同じグラフィックだが、足元の看板の絵が異なる。

## 担当声優
- 小森まなみ（『GGX』）
- 松嵜麗（『Xrd REVELATOR』以降）

当初は小森まなみが声を担当していたが、『Xrd-REVELATOR-』からは、病気療養で活動を休止した小森に代わり松嵜麗が担当している。松嵜は自身のTwitterアカウントやゲスト出演した「ぶるらじQ」第6回にて選ばれた時の心境について語り、元々小森のラジオ番組を聴いて彼女に憧れて声優を志したため、引き継ぐことになった際には驚くと共に小森がこれまで演じてきた紗夢のイメージを崩さないかかなりのプレッシャーを感じていたという。一方GGシリーズゼネラルディレクターの石渡太輔は同じく「ぶるらじQ」第6回で「様々なボイスサンプルを聞いて、最も紗夢に近かったのが松嵜だった」と選んだのが偶然であると明かし、収録後にこのエピソードを聞かされた際には驚いたと語っている。